# ハッサク
ハッサク（八朔、学名: Citrus hassaku）は、広島県因島原産のミカン科で柑橘類のひとつ。ザボン（ブンタン）に近い雑柑といわれ、果実は食べられる。果皮だけでなく、袋（じょうのう膜）も厚いため、通常は袋も剥いて食べる。プチッとした食感と甘酸っぱさ、ほのかな苦味が特徴である。
江戸時代末期に広島藩因島（現在の広島県尾道市因島田熊町）の恵日山浄土寺の境内で実生として発生、時の住職・小江恵徳上人（おごうえとくしょうにん）和尚が原木を発見した。その後因島を中心に栽培され、昭和年代に入り、周辺の御調郡向島町（現尾道市）、豊田郡瀬戸田町に栽培が広がり、他の府県にも広がった。戦後に和歌山県、愛媛県、徳島県に大産地が形成された。発祥地の因島では、現在約二千戸の農家がハッサクを育てている。

## 歴史

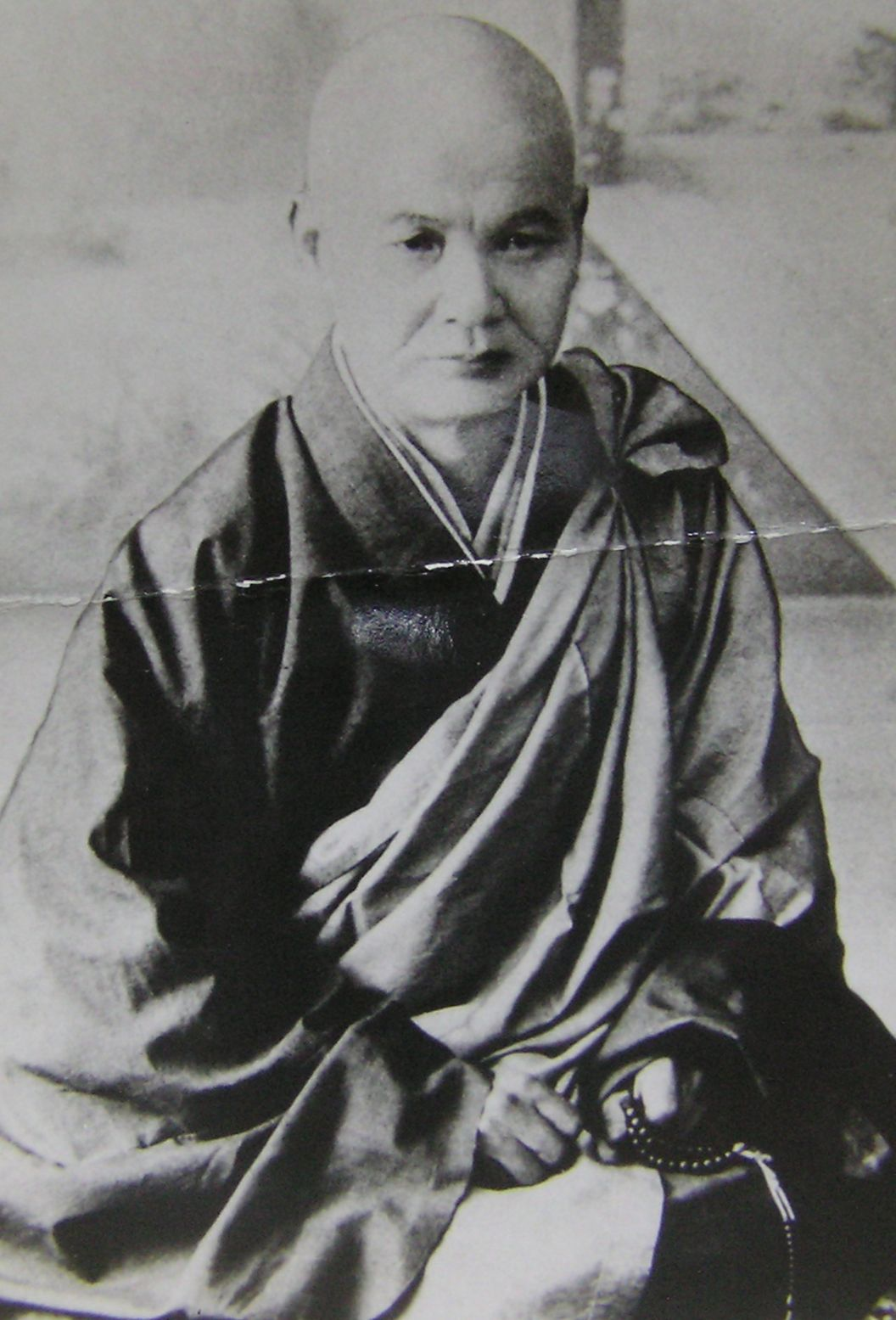
（写真1）小江恵徳上人

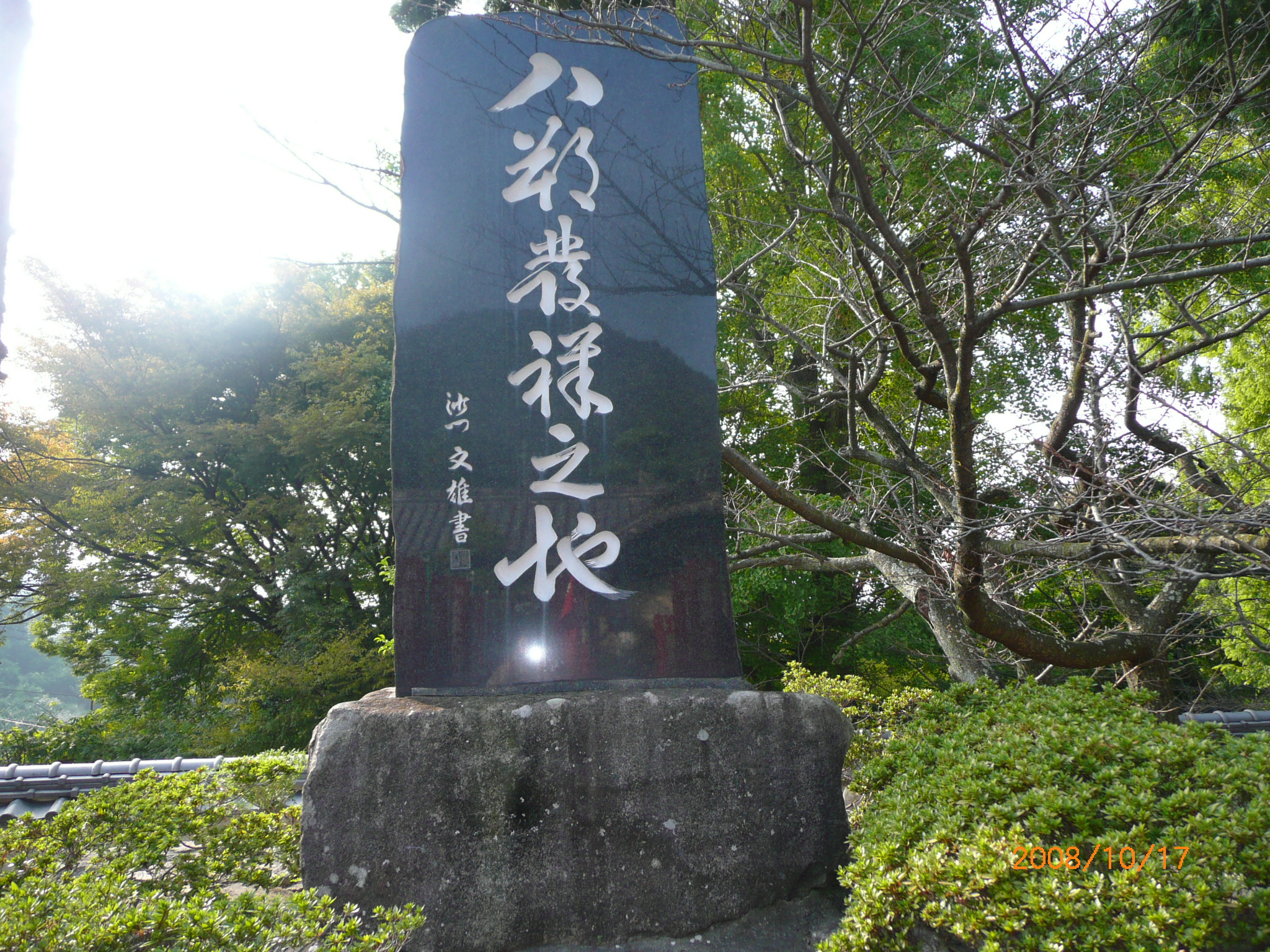
（写真2）ハッサク顕彰碑

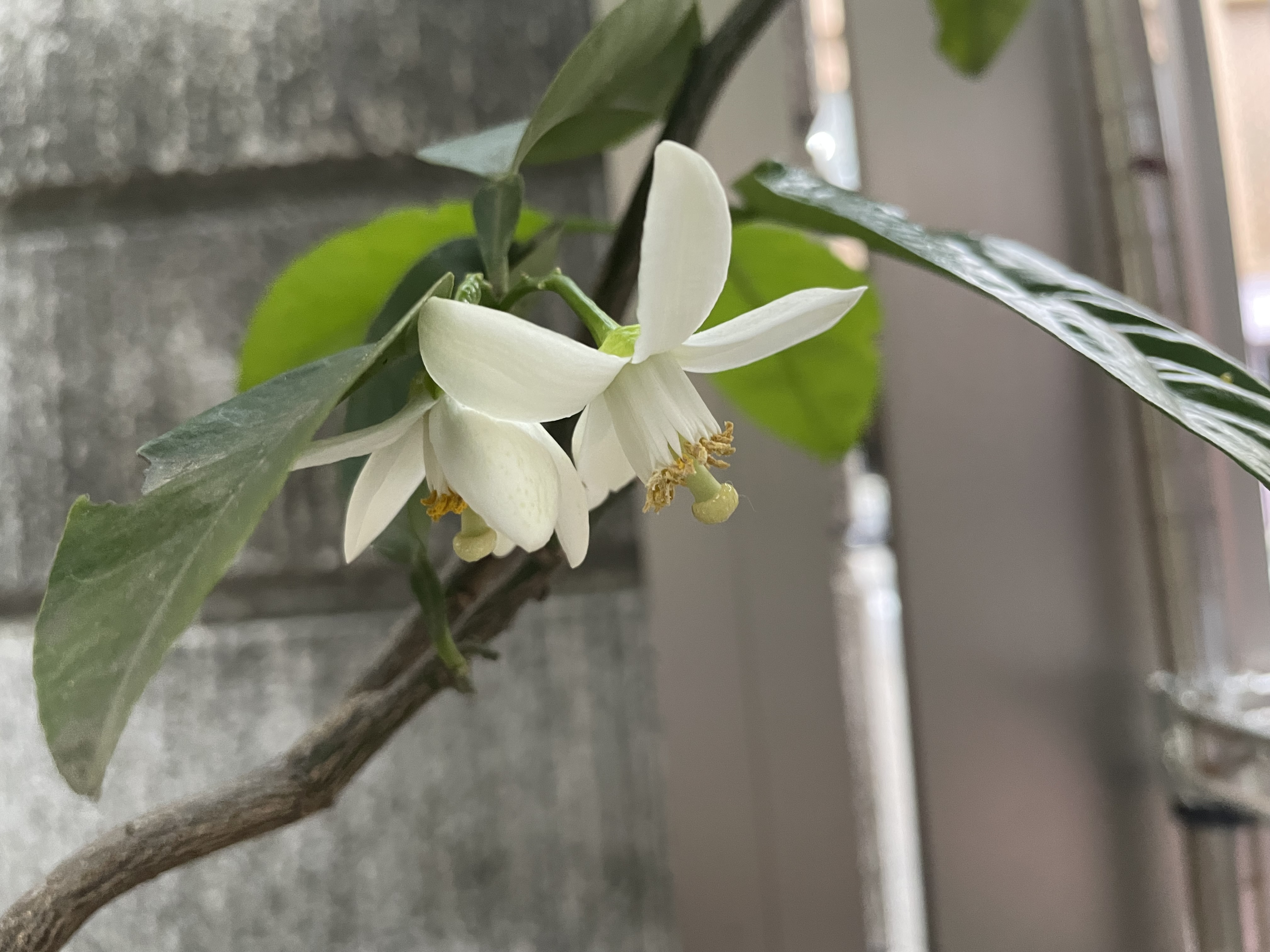
ハッサクの花（2025年5月）

万延年間（1860年）村上水軍の城跡、青影山の南麓（現在の広島県尾道市因島田熊町）に、浄土寺の第15世住職、小江恵徳上人（おごうえとくしょうにん）（写真1）の生家があり、その近くに生えた雑柑が「ハッサク」の原木であった。因島には古くから多くの種類の雑柑があったが、その理由として、気候が温暖であるなど柑橘が育ちやすい自然条件が整っているほかに、東南アジアまで勢力を広げ活躍した村上水軍が、遠征先から苗木や果実を持ち帰ったことも考えられる。柑橘を食べると種と皮が残り、種からは様々な種類の柑橘が実生（みしょう。接ぎ木・挿し木と違って、種から芽が出て生長すること）として発生する。やがて花をつけ、交配を繰り返しながら、雑柑といわれるたくさんの種類の柑橘が生まれたと考えられる。ハッサクの他にも因島原産の柑橘に安政柑がある。
「ハッサク」という名前がついたのは1886年（明治19年）で、小江恵徳上人が「八月朔日（八朔）の頃から食べられる」と話したことから命名されたたからと伝えられている。1910年（明治43年）、柑橘学の世界的権威ウォルター・テニソン・スウィングル博士が、「かいよう病（柑橘の病気）が日本に原生していたものかどうか」を調査するため、田中長三郎博士の案内で因島を訪れた。当時因島に現存した約60種類の雑柑の中にかいよう病を持つ柑橘がなかったことで、かいよう病が日本に原生していたものではないことが証明された。また両博士が、雑柑の中に含まれていた「ハッサク」の優秀性を認識したため、一躍「ハッサク」栽培の機運が高まっていく。
1925年（大正14年）秋、田熊に出荷組合が設立され、村農会技師田中清兵衛の指導のもと、組合長岡野佐太郎、副組合長村上寿一を先達に、「ハッサク」の販路拡大が図られていった。現在の浄土寺にはハッサクの原木の切り株が保存され、境内にはハッサク顕彰碑「八朔発祥の地」（写真2）が建てられている。
1950年頃から広島県内ではウイルス性の萎縮病が蔓延、ハッサクの産地として危機的状況となった。治療法を探る中で、三原市の県農業試験場で育てていたハッサク55号がウイルスの免疫を持っていることが判明。接ぎ木で紅ハッサクに受け継いだことから、結果的に2000年代の広島県のハッサクの木の多くが、この親木をルーツにすることとなった。2021年、広島県農業技術センターは、これら2本のハッサクの木を保存するために三原市から東広島市のセンターへ移植した。

## 生産地
日本における1979年の収穫量は15,300トン、栽培面積807ha。2010年の収穫量は35,919トン、2011年36,073トン。原産地は広島県だが、主産地は和歌山県で全国の68%を産する。特に紀の川市（旧粉河町）と有田川町（旧金屋町）が八朔の一大産地となっており、粉河町では1980年代にみかんからの転作として、より生育条件に適合した八朔栽培を勧奨してきた。また、由良町では苦味の少ないさつき八朔を特産としている。他の生産地は広島県尾道市（旧因島市）、愛媛県、徳島県など。

## 食用としての利用

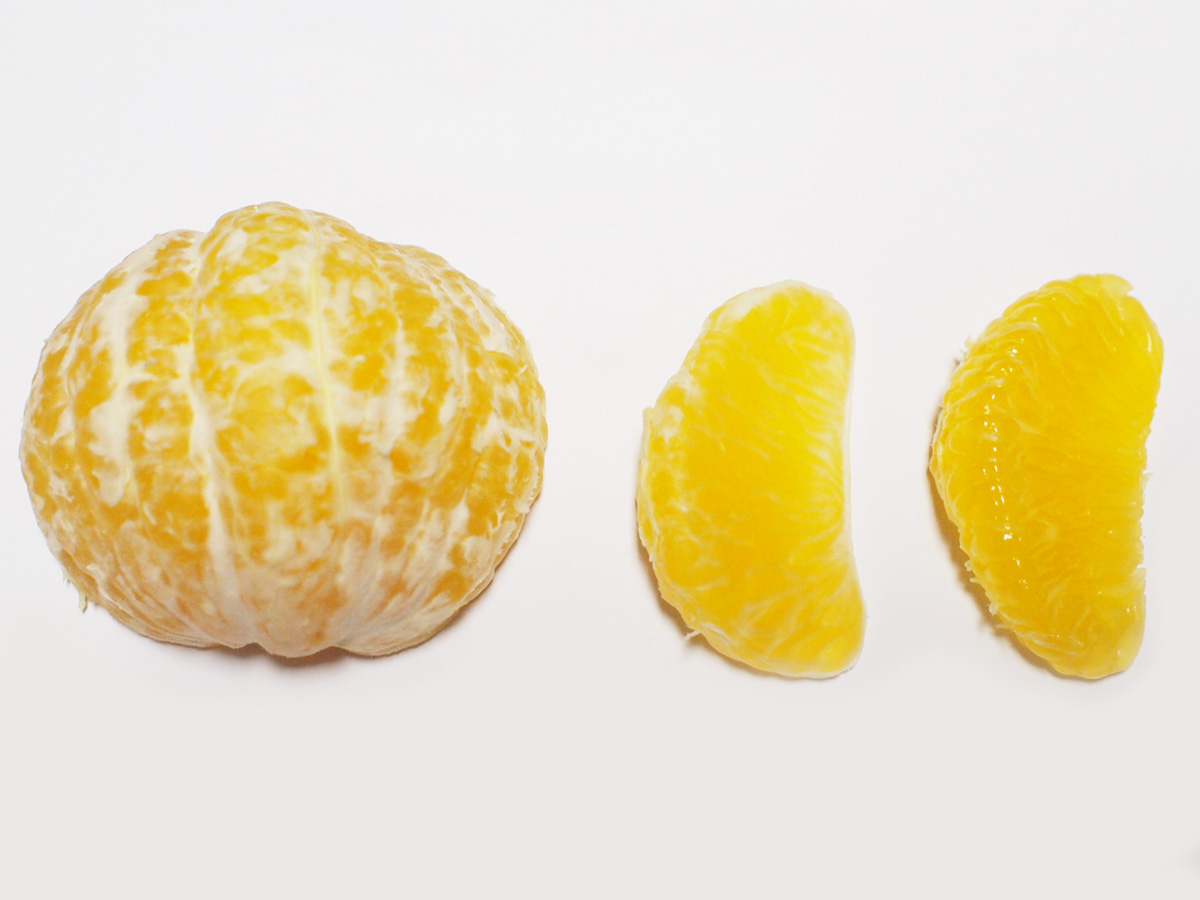
ハッサクの果肉

その名の由来は、八朔（陰暦の8月1日）の頃から食べられたからと伝えられているものの、実際にはこの時期にはまだ果実は小さく、食用には適さない。現在では12月～2月ごろに収穫され、1、2ヶ月ほど冷暗所で熟成させ酸味を落ち着かせたのち、出荷される。
果実は約400グラム (g) ほどの大きさで、果肉はかためで果汁も少ないが、香りが良くさっぱりした味わいがある。ほとんどは生食用として利用される。これは苦味成分であるナリンギンや、ノミリン、リモニンを含んでいるため、加工の過程で熱を加えられると苦味が増するからである。 現在は、苦味を取り除くためにイオン交換という方法が考案され、これにより果汁への加工が可能となった。栄養価としては主にビタミンC、葉酸、カリウム、食物繊維を多く含む。また、苦味成分にも効能があるとされている。